# 邊熙宰
邊熙宰（ビョン・ヒジェ、朝鮮語:변희재、1974年 - ）は、大韓民国の言論人、政治評論家、放送、社会活動家である。インターネットメディアのビッグニュースの創刊、出版業者である。1994年ソウル大学美学に入学した。1999年インターネットのニュース"大字報"創刊に参加して固定筆陣に活動し、カン・ジュンマンが主導する政治評論誌である"人物と思想"にも参加して筆陣に活動しており、ブレーキニュースの記者としても活動した。また朝鮮日報、東亜日報、ハンギョレ新聞の客員論説でも活動しており、放送討論会もパネルに出演した。
彼は韓国の大衆媒体批評の市場を左派メディアと親盧従北派等が大衆媒体を独占して、メディア批判が歪曲されている理由をあげて自分で2009年3月15日メディア批評まで"週刊メディアウォッチ"を創刊した。2011年11月5日、保守的インターネットのニュース"ニューデイリ"の論説室長を兼ねるようになった。メディア活動のほか、"シルクロードCEOフォーラム"の代表、"青年起業家フォーラム"の代表、"ポータルサイト被害者の会"の代表などでも活動した。

## 生涯
邊熙宰は1974年ソウル出身で、1994年2月京文高校を卒業して3月にソウル大学校人文大学美学に進学した。彼は京文高校の全教組倫理教師許某を批判するコラムを寄稿して話題になった。彼は大学在学時代から論客として活動し始めた。インターネットの社会問題に関する文を使っている途中後、1999年1月大字報新聞というインターネット新聞の創刊に参加することになる。彼は大学在学中に兵役を終え、2000年ソウル大学校美学を卒業した。
彼は1990年代後半にソウル大学校在学中にPC通信で論客として活動している進歩のインターネットメディア壁新聞、親盧武鉉性向のサプライズを経て、右派性向のビッグニュースなどのインターネットメディアの創刊に参加した。1999年から2003年9月までインターネット新聞壁新聞の創刊に参加して筆陣に活動し、1999年には、大字報編集長を務めた。また、アンチ朝鮮にもしばらく参加した。以来、朝鮮日報客員論説委員をはじめ、東亜日報の客員論説委員、ハンギョレ新聞客員論説委員に送稿した。
2002年10月14日からゴンフイジュンなどと一緒に親盧武鉉派のポータルサイトサプライズの固定筆陣の一人として参加した。 2003年-2005年には、朝鮮日報のアンチサイトのアンティ朝鮮の筆陣の一人として参加した。
2004年反盧武鉉傾向に転じ、サプライズで独立して、インターネットフォーラムサイトシンデレラを運営している途中、同年インターネットジャーナリストブレーキニュースの記者として活動し、反盧武鉉論調の記事を書いた。2005年からはブレーキニュース記者の活動や論説委員の活動と市民団体のポータルサイト被害者の会に参加して代表に選ばれた。2005年12月には情報通信網の利用促進に関する法律法律当時、一部のポータルサイトが自分たちの口に合わない情報は任意に削除し、操作できると主張した。ポータルサイト被害者の会の代表であったビョンフイジェは、"ポータルが自社に不利なだけで選択的に削除するなどネチズンの表現の自由を一部侵害することもできる"とした。
2005年以来、朝鮮日報、東亜日報に送稿して右翼評論家としての地位を確立した。李明博大統領就任演説の作成に参加したりしたし、李明博政権発足後には、ろうそくデモや、チン·ジュングォンのなど左派的な人物を批判する文を保守メディアを通じて発表した。2006年11月1日からインターネットメディアのビッグニュースを設立して運営している。2008年9月メディア発展国民連合共同代表に選ばれた。2011年メディアウォッチを創刊した。

## 略歴
- 1999年1月大学在学中、"大字報"新聞ニュース創刊、記者
- 1999年"人物と思想"か同人
- 2002年サプライズ固定筆陣
- 2003年1月サプライズオペレータ
- 2003年2月21日ラジオ21司会者
- 2003年KBS放送の視聴者委員
- 2003年3月〜5月19日サプライズ代表
- 2003年5月19日〜2005年時代の音ニュース筆陣
- 2003年5月19日〜2004年4月にサプライズ政治担当固定筆陣
- 2003年5月22日〜2004年4月ハンギョレ新聞論説委員
- 2003年スポーツソウル客員論説
- 2003年ブレイクニュース編集長
- 2004年ブレイクニュース企画局長
- 2004年シンデレラニュース代表、ブレーキニュース企画委員
- 2005年朝鮮日報、東亜日報論説委員
- 2006年インターネット新聞のビッグニュース代表兼記者
- 2007年3月、韓国のインターネットメディア協会政策委員会委員長
- メディア発展国民連合共同代表
- 2008年5月16日シルクロードCEOフォーラム代表
- 2009年3月週間メディアウォッチ創刊、代表兼記者
- 2011年ニューデイリー論説室室長
- 2012年韓国のインターネットメディア協会会長

## 著書
- 『2007 대권 포털이 결정한다』、2006
- 『아이러브 인터넷』、2000
- 『스타비평 3』
- 『스타비평 2』
- 『스타비평 1』

### 共著
- 『억지와 위선』、2009
- 『코리아 실크 세대 혁명서』、2008